# Basznia Dolna (przystanek kolejowy)
Basznia Dolna – przystanek w pobliżu wsi Basznia Dolna, w województwie podkarpackim, w Polsce.

## Ruch pasażerski
| Rok  | Wymiana pasażerska na dobę |
| ---- | -------------------------- |
| 2017 | 0-9                        |
| 2022 | 0-9                        |
| 2023 | 0-9                        |

## Połączenia
- Horyniec-Zdrój
- Jarosław
- Rzeszów
- Zamość